# Hidrólise

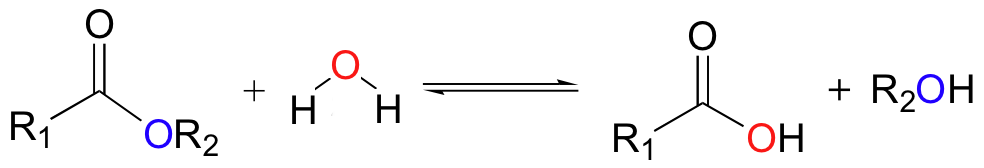
Reação genérica de hidrólise. A seta dupla indica um equilíbrio onde a hidrólise e a reação de condensação são reversíveis.

Hidrólise (do grego antigo: hidro-, "água", e -lysis, "separação") é qualquer reação química na qual uma molécula de água quebra uma ou mais ligações químicas. O termo também pode ser usado, de maneira mais ampla, como substituição, eliminação e reação de fragmentação na qual a água é o nucleófilo.
Na bioquímica, esta reação têm papel importante, onde a água é consumida para ocorrer a separação de uma molécula grande em demais componentes.
Reações de hidrólise podem ser vistas como o inverso da reação de condensação, na qual duas moléculas se ligam, formando uma terceira molécula, e há liberação de água. Já a hidrólise, por sua vez, adiciona água para efetuar a quebra de uma molécula. Algumas reações de hidratação também são hidrólises.

## Tipos de Hidrólise
Em geral, hidrólise é um processo químico na qual uma molécula de água é adicionada a uma substância que causa que a mesma se separe em frações correspondentes. A esta separação dá-se o nome de ionização, se a espécie química em questão for um ácido ou o amoníaco, e dissociação se a substância química for uma base.   
Em solução aquosa, sais existem na forma de íons, isto ocorre pois são eletrólitos fortes. Ao dissolver um sal em água, não necessariamente a solução terá caráter neutro, este resultado depende das propriedades ácido-base. Essas propriedades são consequência da reação de seus íons com a água, produzindo íons H3O+ (hidrônio) ou OH- (hidróxido) na solução aquosa. A reação de produção desses íons é chamada de hidrólise. 
O acetato de sódio, por exemplo, dissocia-se em água formando íons de sódio e de acetato. O sódio reage bem pouco com íons hidróxido enquanto o acetato se liga ao hidrônio, formando ácido acético. Nesse caso, por haver excesso de íons hidróxido, a solução terá caráter básico.
Ácidos fortes também sofrem hidrólise. O ácido sulfúrico em água sofre hidrólise formando hidrônio e bissulfato (base conjugada do ácido sulfúrico).

### Hidrólise de Ésteres e Amidas
Muitas hidrólises podem sofrer catalisação ácido-base. As hidrólises de ésteres e amidas podem ser catalisadas por ácido e promovidas por base. A hidrólise ocorre quando o nucleófilo ataca o carbono do grupo carbonil do éster ou da amida.
Um ácido pode catalisar a hidrólise com a protonação do oxigênio carbonílico, isto aumenta a susceptibilidade do carbono ao ataque nucleofílico.